# Clovia moresbyensis
Clovia moresbyensis är en insektsart som beskrevs av William Lucas Distant 1909. Clovia moresbyensis ingår i släktet Clovia och familjen spottstritar. Inga underarter finns listade i Catalogue of Life.